# Diaspis alba
Diaspis alba är en insektsart som beskrevs av Fonseca 1969. Diaspis alba ingår i släktet Diaspis och familjen pansarsköldlöss. Inga underarter finns listade i Catalogue of Life.